# دره یوشین کیکوکو
درهٔ یوشین کیکُوکو  ( Hinokiboramaru، ユーシン渓谷) یکی از مناطق و مسیرهای طبیعت‌گردی در استان کاناگاوا (神奈川県) است.

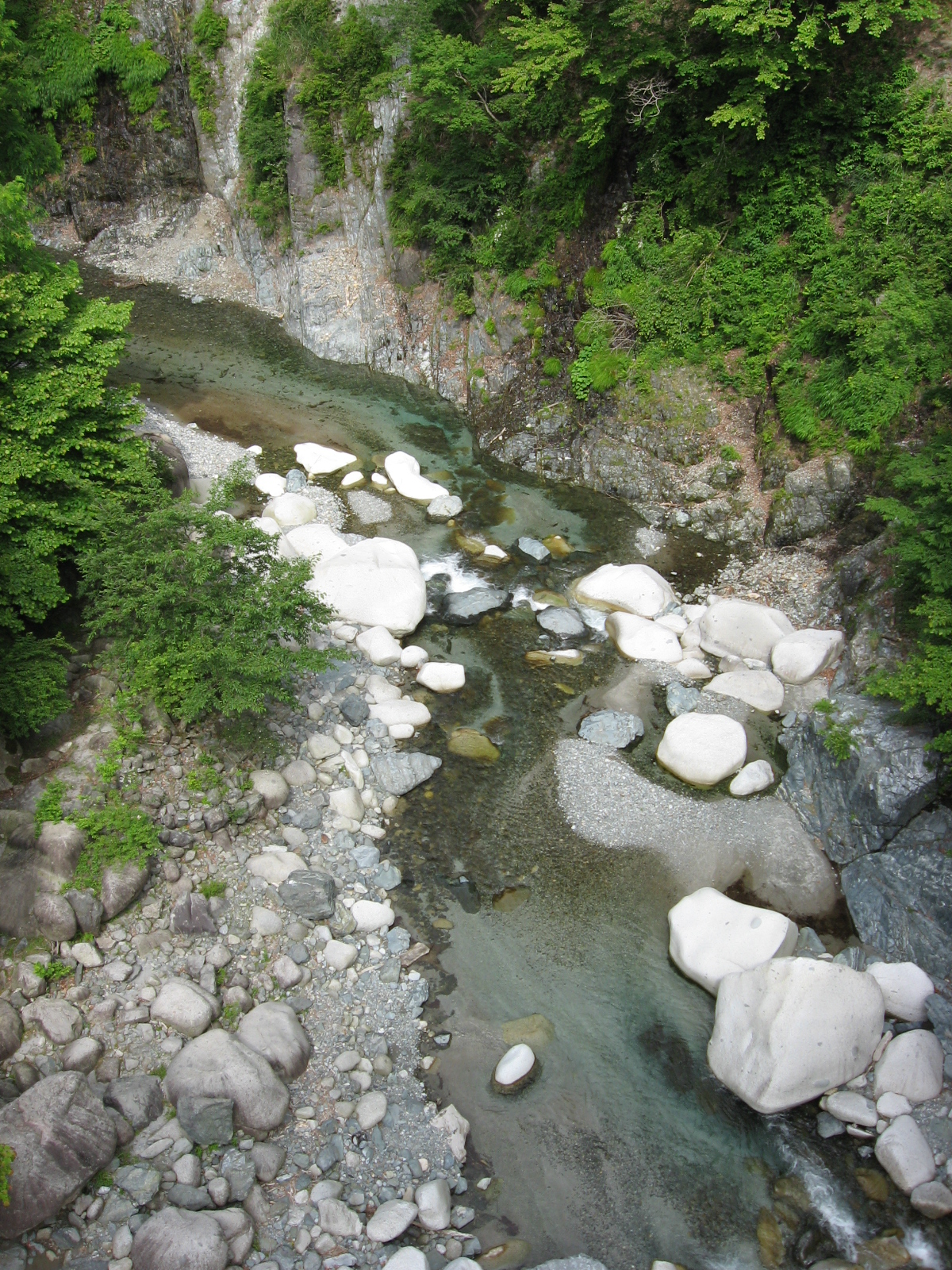
رودخانهٔ کوروکورا در درهٔ یوشین کیکوکو.